# Charles F. Wheeler
Charles F. Wheeler, ASC (* 15. Dezember 1915 in Memphis, Tennessee, USA; † 28. Oktober 2004 in Orange, Kalifornien, USA) war ein US-amerikanischer Kameramann.

## Leben
Wheeler diente im Zweiten Weltkrieg als Fotograf in der US Navy und konnte so erste Erfahrungen sammeln und sich fachliche Fähigkeiten aneignen.
Seine Karriere beim Film hatte er Roy und Walt Disney zu verdanken, die ihn auf einem Polofeld kennenlernten, und als Kamerapraktikanten engagierten. Seit 1964 war er als Chefkameramann tätig, bis einschließlich 1990 war er an mehr als 60 Film- und Fernsehproduktionen beteiligt.
Charles F. Wheeler war verheiratet und hatte mit seiner Frau Diane eine Tochter, Constance.
Er starb im Alter von 88 Jahren an den Folgen seiner Alzheimererkrankung.

## Filmografie
Urteil von Nürnberg (1960), Der tolle Käfer in der Rallye Monte Carlo (1976) und Star Trek: Der Film (1979) waren drei bekannte Filme, an denen Wheeler lediglich die Kamera führte oder als Fotograf zusätzlicher Szenen beteiligt war.
Chef-Kameramann war er unter anderem bei folgenden Filmen:
- 1965: Duell in Diablo (Duel At Diablo)
- 1966: The Bubble
- 1968: Deine, meine, unsere (Yours, Mine and Ours)
- 1969: Che!
- 1970: Die Geliebte des Priesters (Pieces of Dreams)
- 1970: Höllenengel und Company (C.C. and Company)
- 1970: Tora! Tora! Tora!
- 1971: Der 25 Millionen Dollar Preis (Cold Turkey)
- 1971: Der barfüßige Generaldirektor (The Barefoot Executive)
- 1972: Lautlos im Weltraum (Silent Running)
- 1972: Krieg zwischen Männern und Frauen (The War Between Men and Women)
- 1972: Molly und der Gesetzlose (Molly and Lawless John)
- 1973: Tod eines Komplizen (Incident on a Dark Street, Fernsehfilm)
- 1973: Charley und der Engel (Charley and the Angel)
- 1973: Ein Kamel im Wilden Westen (One Little Indian)
- 1973: Der Sohn des Mandingo (Slaughter’s Big Rip-Off)
- 1973: Der weite Weg nach Westen (Pioneer Woman, Fernsehfilm)
- 1974: Chikago Poker
- 1974: Bad Ronald (Fernsehfilm)
- 1976: Die Entführung des Lindbergh-Babys (The Lindbergh Kidnapping Case, Fernsehfilm)
- 1976: Ein ganz verrückter Freitag (Freaky Friday)
- 1978: Die Katze aus dem Weltraum (The Cat from Outer Space)
- 1978: Lassie – Ein neuer Anfang (Lassie: A New Beginning, Fernsehfilm)
- 1979: R.O.B.O.D.O.G. (C.H.O.M.P.S.)
- 1980: Bruchlandung im Paradies (The Last Flight of Noah’s Ark)
- 1981: Condorman
- 1982: Fäuste, Gangs und heiße Öfen – Verstärkung von der Straße (The Renegades, Fernsehfilm)
- 1983: Der Tag Jupiters (Thursday’s Child, Fernsehfilm)
- 1983: Der Superchamp (The Fighter, Fernsehfilm)
- 1983: Ich will leben! (I Want to Live, Fernsehfilm)
- 1985: Die Frau an seiner Seite (The Hearst and Davies Affair, Fernsehfilm)
- 1986: Rocket Man (The Best of Times)

## Filmpreise (Auswahl)
- 1971: 1 Oscar-Nominierung für Tora! Tora! Tora!
- 1971: 1 Laurel-Award-Nominierung für Tora! Tora! Tora!
- 2001: ASC President’s Award